# Hodh el Gharbi
Hodh el Gharbi (Árabe: الحوض الغربي) é uma região da Mauritânia. Sua capital é a cidade de Aioun el Atrouss.

## Limites
Hodh el Gharbi faz divisa com a região de Tagant ao nortes, com a região de Hodh Ech Chargui a leste, com o Mali ao sul e com a região de Assaba a oeste.

## Departamentos

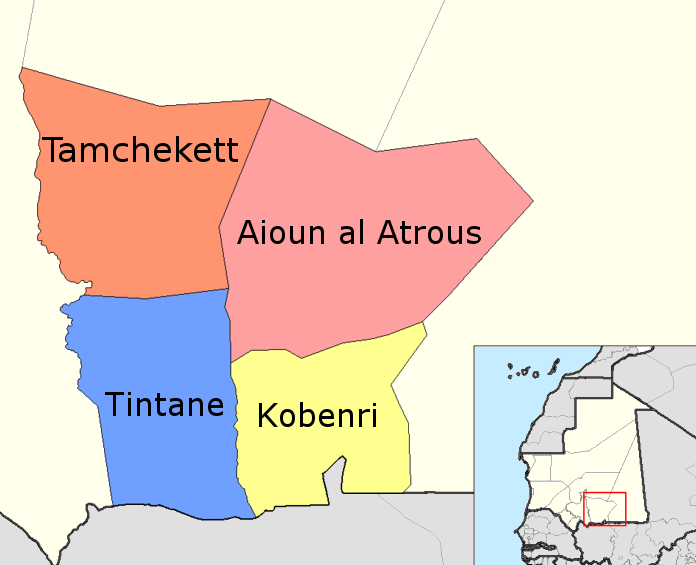
Departamentos de Hodh El Gharbi.

Hodh El Gharbi está dididida em 4 departamentos:
- Aioun el Atrouss
- Kobenni
- Tamchekket
- Tintane

## Demografia
| 2000   | 2011   |
| 247006 | 309307 |